# 昌武
昌武（しょうぶ）は、五胡十六国時代、夏の君主赫連勃勃の治世で使用された元号。418年11月 - 419年正月。

## 西暦・干支との対照表
| 武昌 | 元年  | 2年   |
| 西暦 | 418年 | 419年 |
| 干支 | 戊午  | 己未  |